# 현대 테라스 커미션
현대 테라스 커미션은 (영어: Hyundai Terrace commission) 2024년부터 현대자동차와 미국 뉴욕 휘트니 미술관과의 10년 파트너십 프로그램 이름이다. 

## 개요
휘트니 미술관의 야외 전시장 중 가장 큰 규모인 5층 야외 테라스 전시장에서 매년 새로운 예술 작품을 선보인다. 휘트니 미술관에서 2년 간격으로 진행되는 대표 프로그램인 '휘트니 비엔날레'와 연계 개최된다. 

## 연혁

### 2024년
- 명칭 : 토크와세 다이슨: Liquid Shadows, Solid Dreams (A Monastic Playground)
- 일정 : 2024년 9월 25일 ~ 2025년 2월 2일
- 주제 : 자유는 움직임을 통해 발견할 수 있다는 공간적 관점에서의 해방 전략에 대한 작가의 신념
- 작품 설명 : 빛과 공간을 작품 요소로 활용한 대형 설치 작품으로 기하학적 구성과 야외 전시장 특성에 따라 자연광에 의해 시시각각 변하며, 추상적 형태로 구현될 수 있도록 설계하였다. 관객들이 작품을 만지고 안에 들어가 앉아 보기도 하면서 직접 경험할 수 있도록 구성했다.[1]

### 2025년
- 명칭 : 토크와세 다이슨: Liquid Shadows, Solid Dreams (A Monastic Playground)

- 일정 : 2025년 4월 9일 ~ 2026년 1월 11일

- 주제 : 뉴욕 허드슨강을 중심으로 맨해튼 지역의 역사와 환경을 재구성해 주변 생태계의 다양성

- 작품 설명 : 야외 테라스 벽면의 대형 미디어 월에서 애니메이션과 설치작품. 뉴욕의 기후와 계절 변화 등 데이터가 실시간으로 반영되도록 작품을 설계했다.[2]

## 같이 보기
현대자동차
휘트니 미술관
현대 커미션